# Tricorythodes mosegus
Tricorythodes mosegus är en dagsländeart som beskrevs av Alba-tercedor och Flannagan 1995. Tricorythodes mosegus ingår i släktet Tricorythodes och familjen Leptohyphidae. Inga underarter finns listade i Catalogue of Life.